# Abbatiale Saint-Gervais de Bourg-Moyen
L'abbatiale Saint-Gervais constituait, au milieu du Moyen Âge, la chapelle interne à l'abbaye Notre-Dame de Bourg-Moyen, située à Blois, dans le centre de la France. Fondée au XIe siècle, elle a été détruite entre 1273 et 1274 selon la volonté du comte de Blois, Jean Ier, qui souhaitait offrir un nouvel établissement aux moines de l'ordre des Prêcheurs : le couvent des Jacobins.

## Histoire
Une chapelle dédiée à Saint Gervais du Mans, attestée au XIIe siècle, se serait établie au sein de l'abbaye Notre-Dame de Bourg-Moyen.
Attaché au patrimoine religieux de son territoire, le comte Jean Ier de Blois-Châtillon acheta les résidences autour de l'abbatiale Saint-Gervais au bourgeois Renaud Tupin (qui donna son nom à la rue de la Tupinière) et ordonna en 1273 la construction d'un nouvel édifice en lieu et place de celle-ci, qu'il céda en avril 1274 aux moines dominicains afin d'y fonder le couvent des Jacobins.
Ainsi, les frères prêcheurs, établis à Blois plus tardivement que les moines voisins de Bourg-Moyen et de Saint-Laumer et avec l'appui du comte, sont cibles de rivalité de la part des autres Catholiques dès la fin du XVe siècle, prémices des guerres de Religions.

## Localisation
D'après les travaux des blésois Frédéric Lesueur puis d'Annie Cosperec, l'abbatiale de Bourg-Moyen a existé à l'emplacement de l'actuel couvent des Jacobins de Blois.

## Sources

### Autres sources
1. ↑  Philippe Deshayes, « Fiche du couvent des Jacobins (Blois) » , sur perche-gouet.net, Centre de recherches généalogiques du Perche-Gouët, 2012